# Thomas Schwarz (Musiker)
Thomas Schwarz (* 2. Juni 1960 in Königstein im Taunus) ist ein deutscher Organist und Kirchenmusiker.

## Werdegang
Thomas Schwarz studierte in Frankfurt am Main Kirchenmusik, u. a. bei Hans Kunz und Hans Martin Balz, Orgel. Nach einem Musikwissenschaftsstudium in Frankfurt und Mainz trat er 1988 die Dekanatskirchenmusikerstelle in Wiesbaden-Bierstadt an.
Er arbeitet dort mit drei ständigen Chören und zwei Blockflötenensembles. Thomas Schwarz gestaltete Aufführungen der Messen und Oratorien von Johann Sebastian Bach, Georg Friedrich Händel, Joseph Haydn, Felix Mendelssohn Bartholdy, Wolfgang Amadeus Mozart, Gabriel Fauré, Orgelkonzerte, Kammermusiken und Aufführungen von Musik „am Rande des Repertoires“ (John Cage, Erik Satie, Kurt Schwitters).
Er ist Herausgeber von Chor- und Blockflötenmusik bei Breitkopf & Härtel, bei Verlag Dohr und im Heinrichshofen’s Verlag.

## Tondokumente
- Einmal im Dezember
- Wolfgang Amadeus Mozart Requiem

| Personendaten    | Personendaten                         |
| ---------------- | ------------------------------------- |
| NAME             | Schwarz, Thomas                       |
| KURZBESCHREIBUNG | deutscher Kirchenmusiker und Organist |
| GEBURTSDATUM     | 2. Juni 1960                          |
| GEBURTSORT       | Königstein im Taunus                  |